# Polypogonagrostis major
Polypogonagrostis major är en gräsart som först beskrevs av Eduard Hackel, och fick sitt nu gällande namn av René Charles Maire och Marc Weiller. Polypogonagrostis major ingår i släktet Polypogonagrostis och familjen gräs. Inga underarter finns listade i Catalogue of Life.